# Новая (Киришский район)
Новая — деревня в Будогощском городском поселении Киришского района Ленинградской области.

## История
Деревня Новая упоминается на специальной карте западной части России Ф. Ф. Шуберта 1844 года.

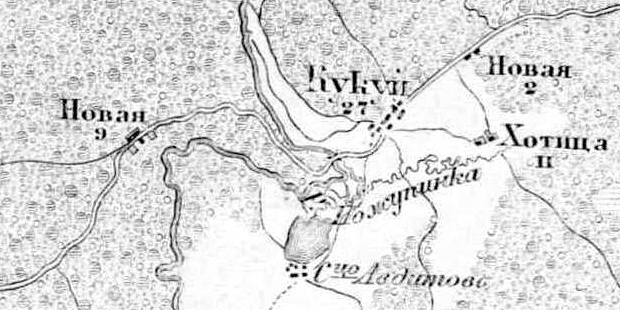
Деревня Новая на карте 1872 года

Согласно карте Ф. Ф. Шуберта 1872 года деревня Новая насчитывала 9 крестьянских дворов. К востоку от деревни Кукуй существовала ещё одна деревня Новая из 2 дворов.

НОВАЯ (НАТАЛЬИНО) — деревня Кукуйского общества, прихода погоста Пятницы.
 
Крестьянских дворов — 17. Строений — 34, в том числе жилых — 19. 

Число жителей по семейным спискам 1879 г.: 53 м. п., 68 ж. п.; по приходским сведениям 1879 г.: 56 м. п., 68 ж. п.

Сборник Центрального статистического комитета описывал её так:

НОВАЯ — деревня бывшая владельческая при реке Пчёвже, дворов — 18, жителей — 92; Волостное правление, в 4 верстах две православных церкви, постоялый двор, ярмарки 20 июля и 28 декабря. (1885 год)

В конце XIX века деревня административно относилась к Васильковской волости 1-го стана, в начале XX века — Васильковской волости 4-го стана 3-го земского участка Тихвинского уезда Новгородской губернии.

НОВАЯ (НАТАЛЬИНО) — деревня Кукуйского общества, дворов — 26, жилых домов — 24, число жителей: 75 м. п., 86 ж. п. 

Занятия жителей — земледелие, лесные заработки. Река Пчёвжа. (1910 год)

Согласно карте Петроградской и Новгородской губерний 1915 года деревня Новая насчитывала 9 крестьянских дворов.
С 1917 по 1918 год деревня Новая входила в состав Васильковской волости Тихвинского уезда Новгородской губернии.
С 1918 года в составе Череповецкой губернии.
С 1927 года в составе Кукуйского сельсовета Будогощенского района.
В 1928 году население деревни Новая составляло 123 человека.
С 1932 года в составе Киришского района.

Деревня Новая на карте 1932 года

Согласно карте Ленинградской области Северо-западного аэрогеодезического треста ГГУ издания 1932 года деревня насчитывала 12 крестьянских дворов.
По данным 1933 года деревня Новая входила в состав Кукуйского сельсовета Киришского района.
Согласно переписи населения СССР 1939 года в деревне Новая проживали 63 мужчины и 60 женщин, всего 123 человека.
С 1963 года в составе Волховского района.
С 1965 года вновь в составе Киришского района. В 1965 году население деревни Новая составляло 26 человек.
По данным 1966, 1973 и 1990 годов деревня Новая также входила в состав Кукуйского сельсовета.
В 1997 году в деревне Новая Кукуйской волости проживали 4 человека, в 2002 году — 9 (все русские).
В 2007 году в деревне Новая Будогощского ГП проживали 3 человека, в 2010 году — 16.

## География
Деревня расположена в восточной части района на автодороге 41А-009 (Лодейное Поле — Тихвин — Чудово), в месте примыкания к ней автодороги 41К-564 (подъезд к дер. Солоницы).
Расстояние до административного центра поселения — 10 км.
К востоку от деревни проходит железнодорожная линия Будогощь — Тихвин. Расстояние до ближайшей железнодорожной станции Будогощь — 9 км.
Деревня находится на левом берегу реки Пчёвжа.

## Демография
| 1879 | 1885 | 1910 | 1928 | 1965 | 1997 | 2002 |
| ---- | ---- | ---- | ---- | ---- | ---- | ---- |
| 121  | ↘92  | ↗161 | ↘123 | ↘26  | ↘4   | ↗9   |
| 2007 | 2010 | 2017 |      |      |      |      |
| ↘3   | ↗16  | ↘3   |      |      |      |      |

### Национальный состав
Согласно данным Всероссийской переписи населения 2021 года в деревне проживали 10 человек, все русские.

## Улицы
Боровая, Зелёная.

## Садоводства
Хуторки.